# Eunica dymanes
Eunica dymanes är en fjärilsart som beskrevs av Hans Fruhstorfer 1912. Eunica dymanes ingår i släktet Eunica och familjen praktfjärilar. Inga underarter finns listade i Catalogue of Life.